# Shinichiro Kawabata
Shinichiro Kawabata (japonès: 川畑伸一郎)  (prefectura de Kagoshima, 5 de desembre de 1966) és un jugador de beisbol japonès, ja retirat, que va competir durant la dècada de 1990.
El 1992 va prendre part en els Jocs Olímpics d'Estiu de Barcelona, on guanyà la medalla de bronze en la competició de beisbol.